# Tetrastemma worki
Tetrastemma worki är en djurart som tillhör fylumet slemmaskar, och som beskrevs av Corrêa 1961. Tetrastemma worki ingår i släktet Tetrastemma och familjen Tetrastemmatidae.
Artens utbredningsområde är Mexikanska golfen. Inga underarter finns listade i Catalogue of Life.